# CUS d'Annunzio
CUS "d'Annunzio" je talijanski vaterpolski klub iz Pescare.
"CUS" je kratica za "centro universitario sportivo", a "D'Annunzio" je ime za polo sveučilišta od Chietija-Pescare.
U sezoni 2006/07., sudionicom je lige serie A2, girone nord.
2009. je klub ugašen. .

## Klupski uspjesi
(popis nepotpun)
- talijanska vaterpolska prvenstva:
- prvaci: 1986/87., 1996/97., 1997/98.
  - doprvaci: 1985/86. (kao Sisley), 1988/89., 1990/91., 1995/96.

- talijanski vaterpolski kup
- osvajači: 1985., 1986., 1989., 1992., 1998.

- Kup prvaka: 1978/88.
- Kup kupova (3): 1990., 1993., 1994.
- Kup LEN: 1996.
- Superkup LEN: 1988., 1993.

Jedina je talijanska momčad koja je osvojila barem jednog od svih trofeja.

## Poznati igrači i treneri
Calcaterra, D'Altrui, Pomilio, Attolico, Estiarte.